# Coup de foudre et Conséquences
Pour plus de détails, voir Fiche technique et Distribution.
Coup de foudre et Conséquences ou Aventure d'un soir au Québec est un film américain d'Andy Tennant, sorti en 1997.

## Synopsis
Alex Whitman (Matthew Perry) est un architecte new-yorkais envoyé à Las Vegas pour superviser des travaux. Il y rencontre Isabel Fuentes (Salma Hayek), une photographe. Tombant sous le charme l'un de l'autre, ils passent la nuit ensemble mais leur attirance réciproque ne dure pas et chacun repart de son côté. Trois mois plus tard, Isabel reprend contact avec Alex pour lui annoncer qu'elle porte son enfant.

## Fiche technique
- Titre original : Fools Rush In
- Réalisation : Andy Tennant
- Scénario : Katherine Reback et Joan Taylor
- Production : Doug Draizin, Anna Maria Davis
  - Production exécutive : Michael McDonnell
- Société de production : Columbia Pictures
- Musique : Alan Silvestri
- Montage : Roger Bondelli
- Pays :  États-Unis
- Langue : anglais
- Genre : comédie romantique
- Durée : 109 minutes
- Date de sortie : 23 juillet 1997

## Distribution
- Matthew Perry (VF : Emmanuel Curtil) : Alex Whitman
- Salma Hayek : Isabel Fuentes-Whitman
- Jon Tenney : Jeff
- Carlos Gómez : Chuy
- Tomás Milián : Tomas Fuentes
- Siobhan Fallon : Lainie
- John Bennett Perry : Richard Whitman
- Stanley DeSantis : Judd Marshall
- Suzanne Snyder : Cathy Stewart
- Anne Betancourt : Amalia Fuentes
- Jill Clayburgh : Nan Whitman
- Debby Shively (VF : Frédérique Cantrel) : Donna
- Maryann Plunkett : la mère à l'héliport